# Bernard de Menthon
 (juillet 2023).
Si vous disposez d'ouvrages ou d'articles de référence ou si vous connaissez des sites web de qualité traitant du thème abordé ici, merci de compléter l'article en donnant les références utiles à sa vérifiabilité et en les liant à la section « Notes et références ».
Pour les articles homonymes, voir Saint Bernard et Bernard.
Saint Bernard, dit de Menthon, d'Aoste, des Alpes ou encore du Mont-Joux,, naît vers 1020. Archidiacre d'Aoste, il fonde vers 1050 un hospice, au col du Mont-Joux, qui porte désormais son nom : l'hospice du Grand-Saint-Bernard. 
Il reconstruit un hospice à Colonne-Joux, celui du Petit-Saint-Bernard. Prédicateur itinérant à succès, il meurt à Novare le 12 juin 1081 ou 1086 et y est inhumé le 15, jour retenu pour sa fête. 
Il est canonisé par l'évêque de Novare, en 1123, inscrit au calendrier romain par le bienheureux Innocent XI, en 1681, puis déclaré patron des alpinistes, des voyageurs et habitants des Alpes par Pie XI, en 1923. 
Une légende du  XVe siècle le fait naître en 923 dans la famille de Menthon, et mourir en 1008. Source de confusions, cette légende inspire encore de nos jours ses biographies et son iconographie dominante.

## Biographie

### De la naissance à l'âge adulte
Bernard, né d’une famille noble[réf. nécessaire] vers 1020, vit une enfance et une adolescence sereines, avant de s'orienter vers la vie ecclésiastique. Ordonné diacre, il est chanoine et donc membre du chapitre de la cathédrale d'Aoste où il exerce la fonction d'archidiacre, qui est à cette époque le premier collaborateur de l'évêque. Prédicateur itinérant, il exhorte la population de son diocèse et des régions environnantes à la conversion, étant lui-même un exemple de sobriété et de vertus. Des miracles authentifient la véracité de ses paroles, ce qui lui donne un grand succès populaire.

### La fondation des hospices

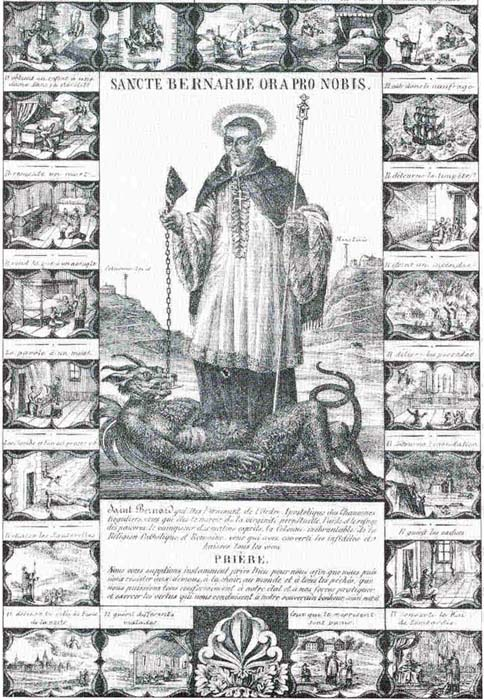
Image de dévotion explicitant la vie de saint Bernard. Au centre le saint, avec son iconographie dominante. En haut le résumé de sa vie, sur les autres côtés les miracles attribués à son intercession.

Pour sécuriser les Alpes, Bernard fonde un hospice au sommet du Mont-Joux, vers 1045-1050, au lieu de reconstruire le monastère de Bourg-Saint-Pierre. Il affecte à son hospice les revenus de l’ancien monastère. Les premières constructions de taille minuscule (1.50 mètre sur 3) permettent de passer les nuits sur le col, la chaleur corporelle étant l’unique moyen de se réchauffer, tandis que se construit le premier hospice de 18 mètres sur 13.50, avec des pierres récupérées dans les ruines voisines du temple de Jupiter et de ses annexes. Bernard le place sous le patronage de saint Nicolas de Myre, patron des marchands, dont le culte est en expansion de l’Italie à l’Allemagne du Sud bien avant 1087, date du transfert de ses reliques d’Asie Mineure à Bari. Bernard reconstruit également un hospice au col de Colonne-Joux, l'actuel Petit-Saint-Bernard.

### La mort
Prédicateur itinérant, Bernard exerce son ministère de la parole non seulement dans la région d'Aoste, mais encore dans les montagnes et les plaines des alentours. Il se rend à Pavie, où se trouve alors l’empereur Henri IV († 1106), qui y prépare une expédition contre le pape Grégoire VII († 1085). Bernard le rencontre et tente en vain de le détourner de son projet. Sur le chemin du retour, malade, Bernard s’arrête  au monastère de saint Laurent-hors-les-murs, à Novare. C'est là qu'il meurt, le 12 juin. Il y est inhumé le 15, jour retenu pour sa fête. C'était en 1081, ou en 1086.

### La canonisation
En raison des miracles obtenus sur la tombe de Bernard, Richard, évêque de Novare, le canonise en 1123. Saint Bernard est inscrit au calendrier des saints de l’église universelle en 1681 par le pape Innocent XI, ancien évêque de Novare. Le pape Pie XI, en 1923, le déclare patron des alpinistes, des habitants et des voyageurs des Alpes.

### Les reliques
Les ossements de saint Bernard sont conservés à Novare, depuis son décès. Ils sont d'abord restés au couvent de saint Laurent-hors-les murs, jusqu'à sa destruction, en 1552, pour agrandir la ville. À cette occasion, ils ont été transférés à la cathédrale, où ils sont encore. Son crâne, muni de neuf dents à la mâchoire supérieure, a été sorti de sa tombe et placé dans un buste reliquaire, le 15 juin 1424. Il lui reste actuellement quatre molaires, ce qui signifie que les cinq autres dents ont été distribuées. Une est au château de Menthon et une autre à l'Hospice du Grand-Saint-Bernard. D'autres ossements sont répartis dans la chrétienté (Casal, Aoste, Turin…). Une côte serait à l'abbaye territoriale de Saint-Maurice d'Agaune, dans le bras reliquaire de saint Bernard, daté du  XIIe siècle. Les chanoines de l'hospice du Grand-Saint-Bernard n'ont que des parcelles d'ossements de leur fondateur. Ils ont essayé à plusieurs reprises de récupérer son corps, mais en vain. Ils ont cependant reçu quelques parcelles de ses os, le 30 juin 1965.

### Le succès de son prénom
Les hospices fondés par saint Bernard ont marqué ses contemporains. Ils ont ainsi renommé en son honneur le col du Mont-Joux en Grand-Saint-Bernard et celui de Colonne-Joux en Petit-Saint-Bernard. Les chanoines du Grand-Saint-Bernard et leurs mythiques chiens sauveteurs, dont le célèbre Barry 1er (1800-1814), lui doivent également leur nom. 
Depuis la fin du XIXe siècle, deux alcools forts, à base de plantes des Alpes, portent également son nom, la «liqueur du Grand-Saint-Bernard» de couleur verte, la première inventée (45% d'alcool) et la jaune, plus récente (41% d'alcool).

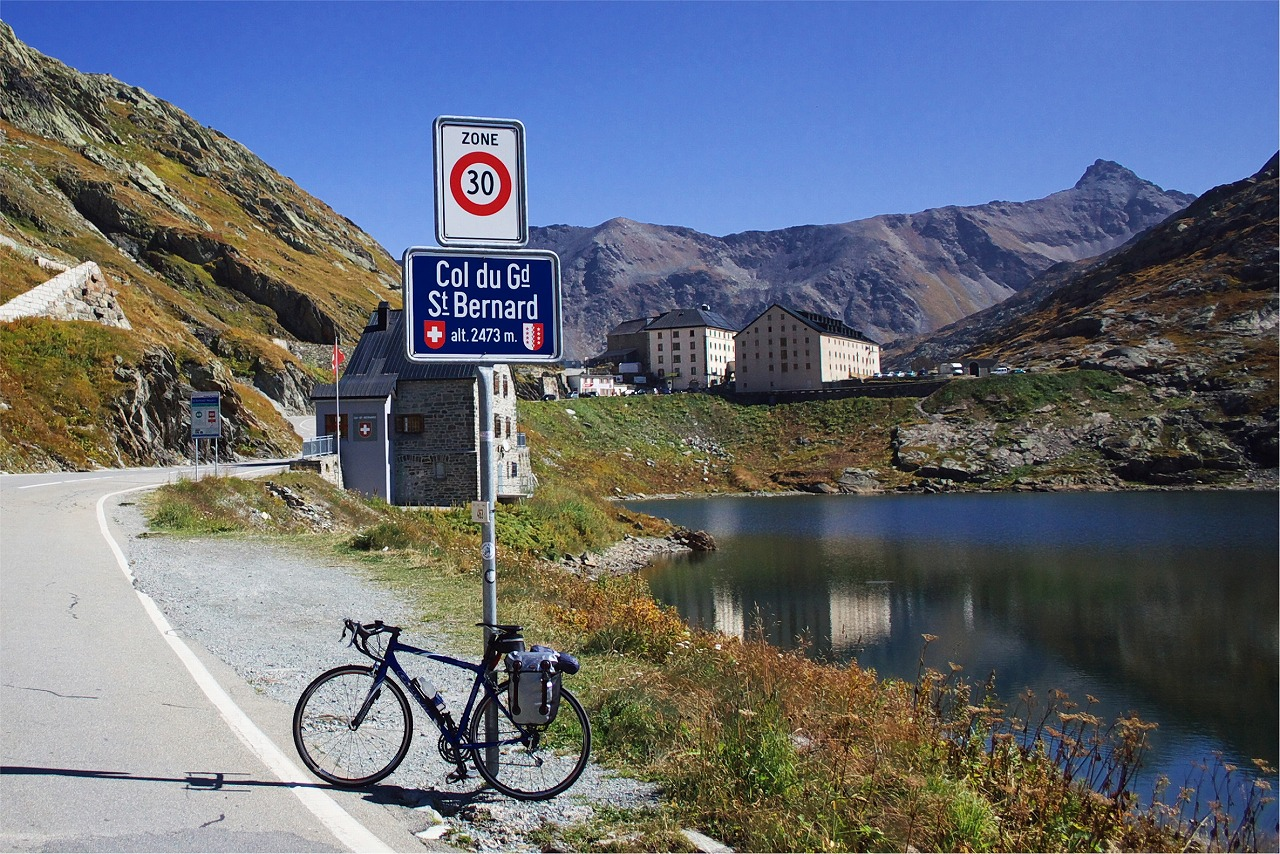
Col et hospice du Grand-Saint-Bernard.
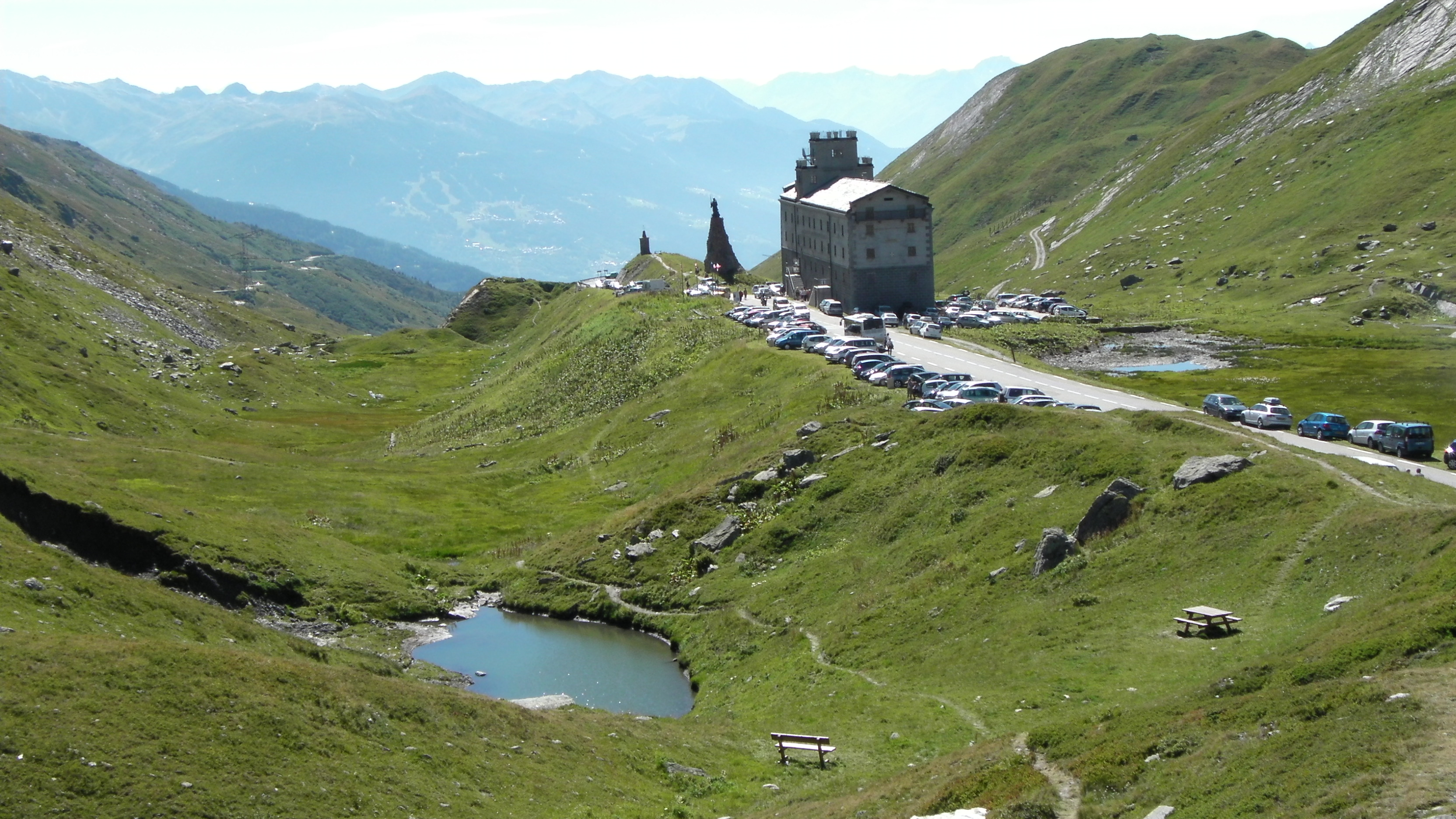
Col et hospice du Petit-Saint-Bernard.
Armes des chanoines du Grand-Saint-Bernard.
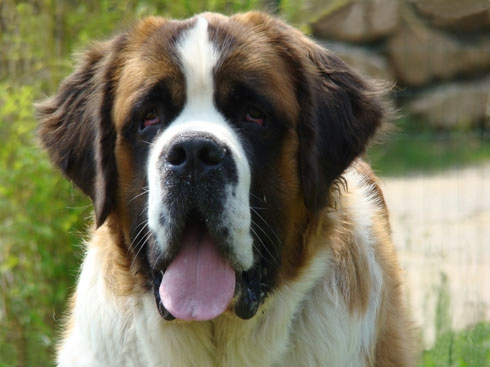
Le fameux chien saint-bernard.

## La «Richardine»

### La légende

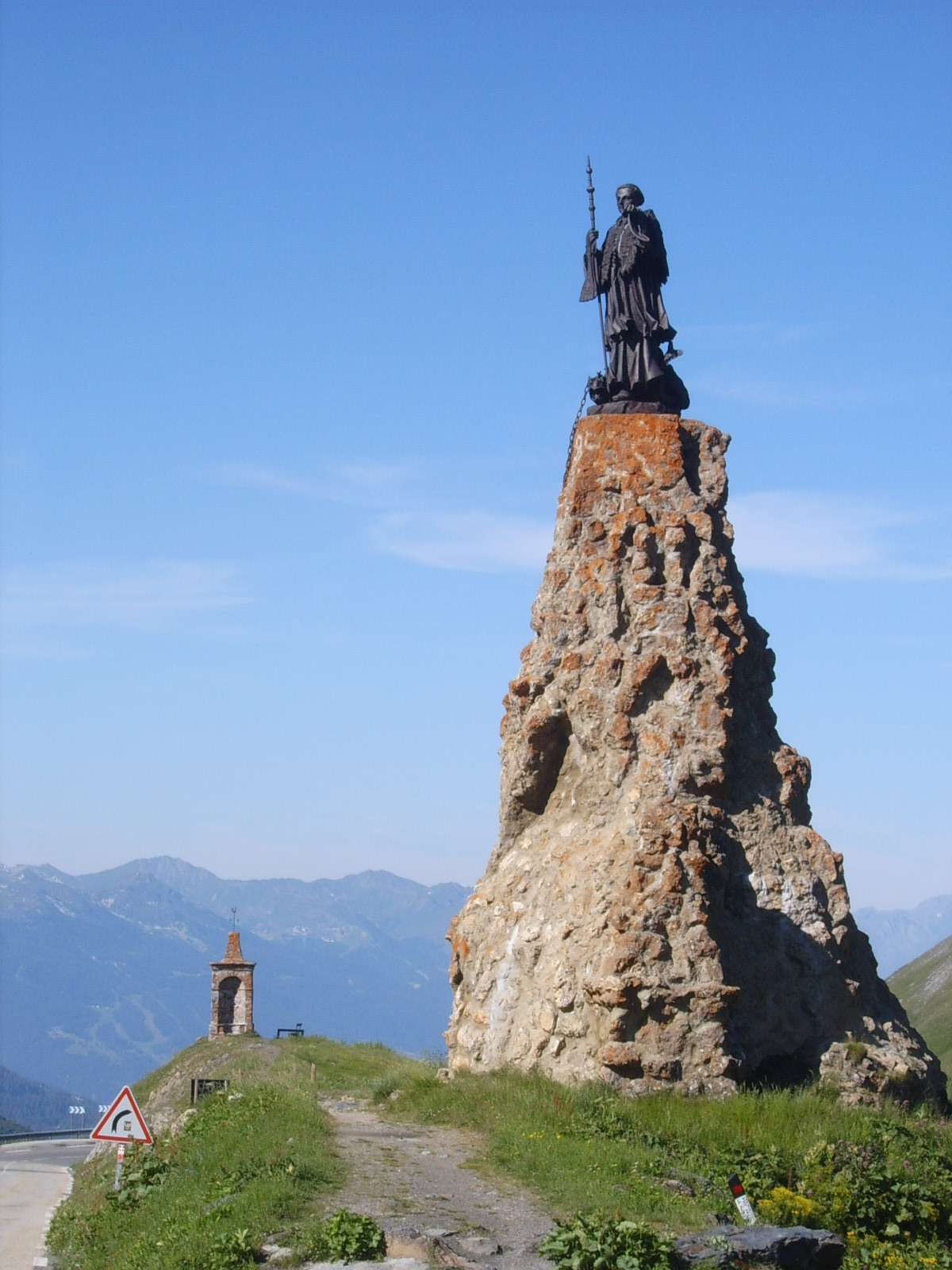
Statue monumentale de saint Bernard de Menthon au col du Petit-Saint-Bernard, 1905.

Vers la fin du XIVe siècle ou vers le début du XVe siècle, un pseudo Richard de Valdisère, se présentant comme le successeur immédiat du saint comme archidiacre d’Aoste, rédige une vie de saint Bernard que nous nommons pour cela la « Richardine ». Elle est disponible en ligne et sert malheureusement de texte de base pour presque tous les écrits concernant la vie de saint Bernard jusqu'à nos jours. Cette vie est mise en scène sous forme de mystère, au XVe siècle, et connaît un succès populaire resplendissant.
Bernard, connu auparavant uniquement par son prénom, y est présenté pour la première fois, comme membre de la famille des comtes de Menthon.

### Quelques incohérences
- Si vous ne connaissez pas le sujet, laissez ce bandeau (vous pouvez alors contacter les auteurs).
- Si vous supprimez le contenu mis en cause (vous pouvez préalablement contacter les auteurs),

argumentez précisément cette suppression dans la page de discussion
(un manque de référence n'est pas un argument ; une recherche réelle de référence doit avoir été effectuée, être formellement documentée).
Le doctorat de M André Donnet, paru en 1942, a mis en évidence les incohérences de la légende, permettant ainsi d'en réfuter l'authenticité. Ce travail scientifique a entaché la réputation de la famille de Menthon durant des décennies et a eu comme conséquence en France la fermeture des archives de familles nobles aux chercheurs durant plus d'un demi-siècle, afin d'éviter de tels ennuis.

#### Contradictions de dates
Cette légende cumule les contradictions. L’auteur se présente comme le contemporain de Bernard, mort selon lui en 1008, et également le contemporain de la translation des reliques de saint Nicolas à Bari, en 1088. Un homme peut difficilement être le contemporain d'événements distants de 80 ans. De plus la date de 1088 est inexacte , car la translation des reliques n’a eu lieu qu’en 1087. Cette erreur tend à montrer que ce fait était lointain au moment de la rédaction de la légende.

#### Le lien avec la famille de Menthon

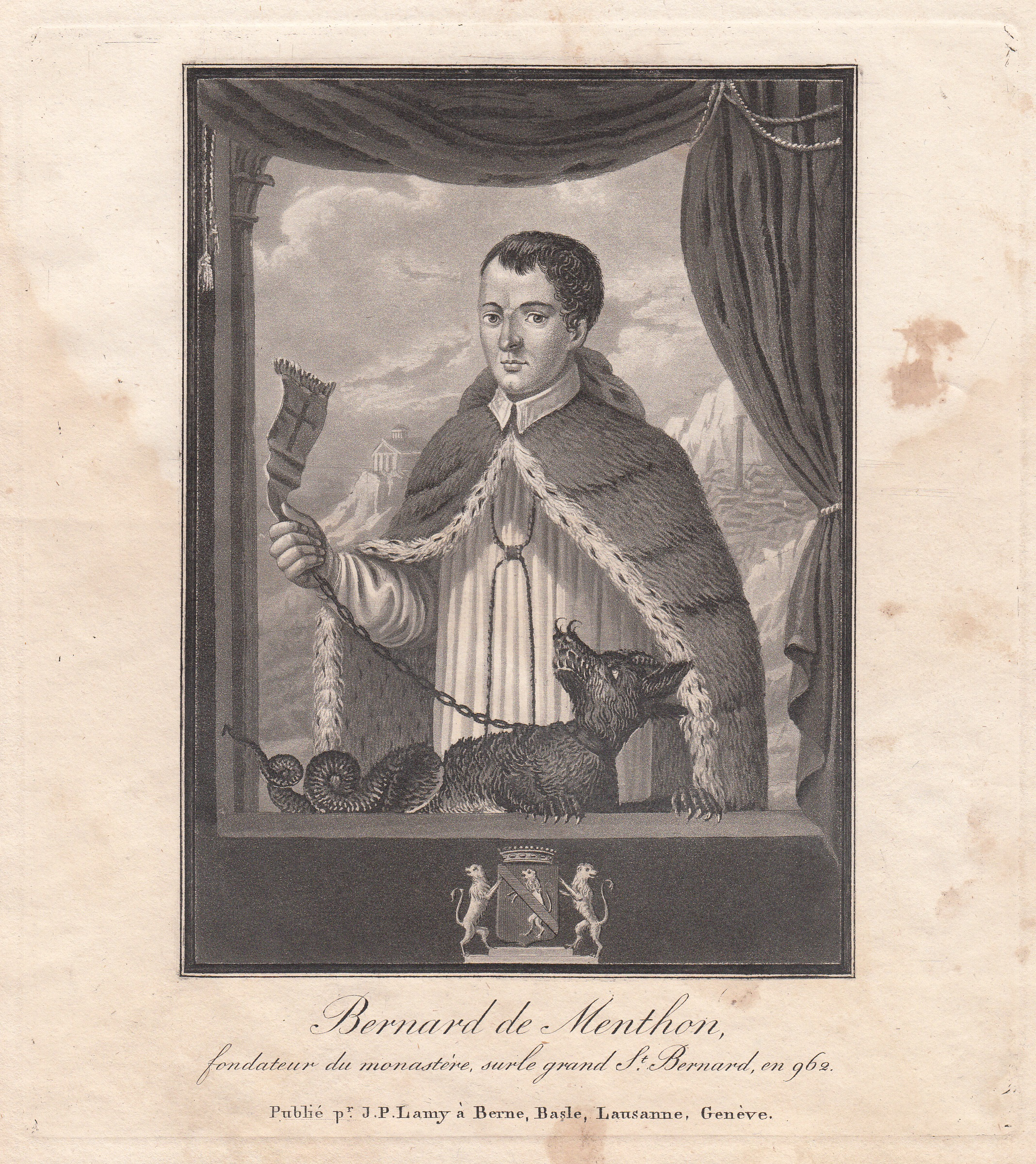
Gravure de saint Bernard de Menthon, vers 1830, portant les armes de la Maison de Menthon.

Le rapprochement de Bernard avec la Maison de Menthon semble également problématique. En effet, durant le Moyen Âge, aucune église ou chapelle de cette seigneurie, ou du diocèse de Genève sur lequel elle se situe, n'a été construite ou mise sous le patronage de ce saint. De plus, le prénom Bernard n'est donné à un enfant de cette famille qu'à partir de 1462, puis dès lors de manière régulière. Fait également étrange, la famille de Menthon ne fait pas partie des bienfaiteurs de l'hospice du Grand-Saint-Bernard, durant le Moyen Âge, alors que cette légende affirme le contraire. Comme aucune autre famille ne l'a revendiqué dans son lignage, il n'est pas impossible de penser qu'une épouse des comtes de Menthon ait été une descendante d'un frère de Bernard.

#### Docteurin utroque
Bernard est mentionné docteur in utroque alors que ce titre académique n’existait pas à son époque, mais à partir des années 1200-1230.

#### Date de la fondation de l'hospice du Grand-Saint-Bernard
La fondation de l’hospice du Grand-Saint-Bernard en 962, en plein Xe siècle n'est guère possible, en raison des invasions de Sarrasins qui occupent le col à cette époque et empêchent le passage.

#### Des propriétés anglaises?
La légende mentionne la donation à l'hospice du monastère de Castel-Cornut, dans la région d'Havering, à Londres, du vivant de saint Bernard, mais ce cadeau a été fait entre 1150 et 1160 par le roi Henri II d'Angleterre.

#### Des ajouts postérieurs
En plus de ces erreurs, les biographes postérieurs en ajoutent. Le Mystère de saint Bernard, une sorte de mise en scène de la légende, datant du XVe siècle, mentionne pour la première fois un précepteur du saint, durant son enfance. Ce précepteur est identifié avec saint Germain de Talloires depuis 1627, à l'occasion de la publication d'une vie de saint Bernard par le prévôt du Grand-Saint-Bernard Roland Viot et se perpétue depuis lors.

### Influences
- Si vous ne connaissez pas le sujet, laissez ce bandeau (vous pouvez alors contacter les auteurs).
- Si vous supprimez le contenu mis en cause (vous pouvez préalablement contacter les auteurs),

argumentez précisément cette suppression dans la page de discussion
(un manque de référence n'est pas un argument ; une recherche réelle de référence doit avoir été effectuée, être formellement documentée).
Cette légende tenace continue d'influencer jusqu'à nos jours la vie de saint Bernard. Les éléments les plus ennuyeux sont les dates extrêmes de sa vie, anticipées d'un siècle, soit de 923 à 1008 au lieu de vers 1020 jusqu'à 1081 ou 1086. Cette incohérence invite les auteurs de biographies pieuses, voire scientifiques, à introduire de nouvelles dates de naissance, comme 1007, 1008 ou 1023, ajoutant ainsi davantage de confusion. Les deux jours inconciliables en 1008, retenus pour sa fête, le 15 juin et le 28 mai, induisent également en erreur. Le rattachement à la famille et au château de Menthon, même s'il est douteux, permet d'identifier ce Bernard de manière univoque, diminuant ainsi les confusions avec son homonyme Bernard de Clairvaux.

## Distinctions des faits et de la légende dans la vie de ce Bernard

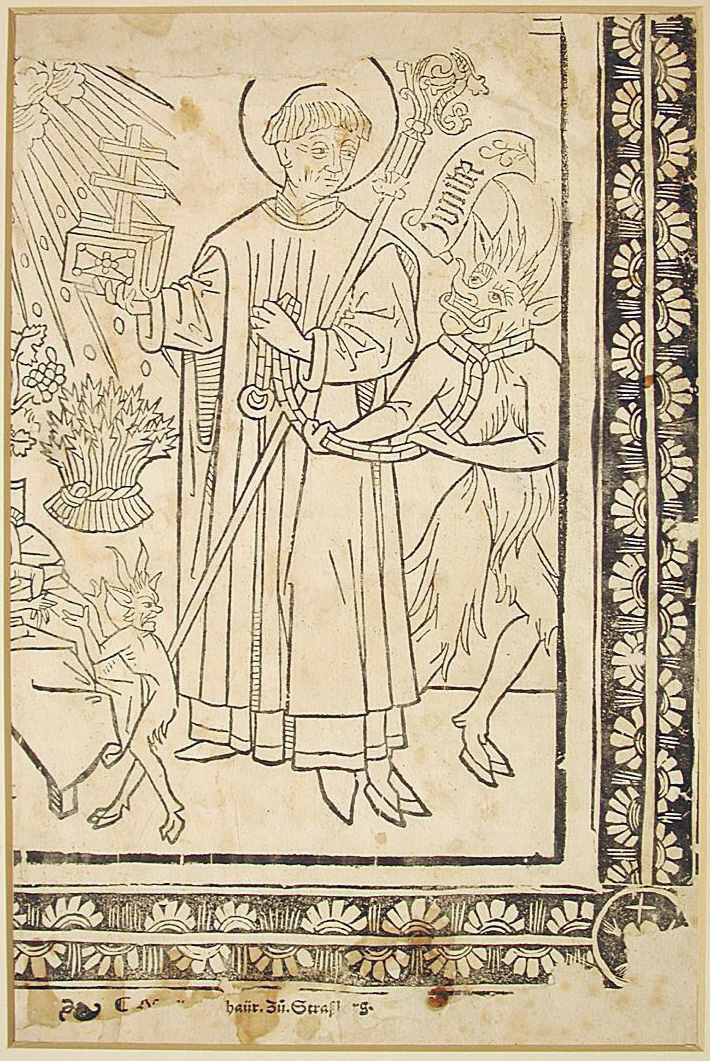
Gravure sur bois de saint Bernard de Menthon, selon sa légende qui y intègre un diable enchaîné, vers 1470.

### Le panégyrique de Novare
La vie de saint Bernard est embuée de légendes. Le panégyrique de Novare, dont le texte le plus ancien se trouve dans le Passionale d'Intra, daté de 1128, raconte les dernières semaines de sa vie. Il a probablement été écrit à l'occasion de sa canonisation en 1123, par Richard, évêque de Novare. L'auteur de ce texte indique dans son prologue qu'il ne parlera que des faits qu'il connaît. Il précise qu'il laisse le soin à un parent du saint, Azolin, d'écrire sa vie, mais cette dernière ne nous est pas parvenue. En raison de l'absence de traces de cette vie dans les anciens ouvrages liturgiques des diocèses de Novare et Aoste, nous pouvons conclure que cette vie n'a probablement jamais été écrite. Il existe certes une vie du XVe siècle attribuée à un certain Richard de Valdisère, ainsi qu'un Mystère qui a popularisé les éléments de la légende, mais ces derniers n'ont aucune crédibilité historique,.

### Le jour de sa mort, de sa sépulture et de sa fête
Le jour de la mort et de l’inhumation de Bernard, les 12 et 15 juin, sont contenus dans le panégyrique. La date traditionnelle retenue pour sa fête est celui de son enterrement , « 17 des calendes de juillet », selon le calendrier romain, qui correspond au 15 juin. Saint Bernard est célébré le 15 juin tant à Novare, à Ivrée, Verceil, Sion qu'à l'hospice du Grand-Saint-Bernard. Cette date a également été retenue par le calendrier de l'église universelle, en 1681. Parmi les ouvrages liturgiques anciens, il existe une seule exception qui donne sa fête au 16 mai, dans un lectionnaire du XIIIe ou du XIVe siècle de la collégiale de Saint-Ours à Aoste. Il s'agit en fait d'une erreur de copiste, le « XVII Kl julii » (15 juin) a été recopié « XVII Kl junii » (16 mai). Cette erreur a été reprise une seule fois, dans les offices des chanoines réguliers imprimés en 1592, puis corrigée dans les éditions successives. La seconde date proposée, retenue dans une grande partie des biographiques actuelles de saint Bernard, dont le calendrier de l'église universelle révisé en 1943, est une invention de la légende du XVe siècle. Elle le fait mourir le vendredi qui suit la fête de la Trinité, qui en 1008 était le 28 mai. Comme en 1123, le 15 juin correspondait au vendredi qui suit la Trinité, il est vraisemblable de penser que le faussaire, inventeur de la légende, soit parti de l'année de la canonisation pour introduire cette date erronée du 28 mai. En plus de ces inexactitudes historiques, trouvant leur origine dans cette légende, se greffent des confusions avec son homonyme saint Bernard de Clairvaux, décédé le 20 août 1153. Le pape Pie XI a déclaré saint Bernard patron des alpinistes le 20 août 1923.
Il est célébré le 28 mai en Savoie (archidiocèse de Chambéry, Maurienne et Tarentaise et diocèse d'Annecy).

### L'année de sa mort
Pour la mort du saint, l'année 1086 est retenue par le convent de saint Laurent-hors-les-murs de Novare, où Bernard est décédé. Lorsque son crâne a été placé dans un reliquaire, le jeudi 15 juin 1424, un document notarié a été rédigé pour commémorer l'événement. Il s'appuie sur d'antiques documents, aujourd'hui disparus. On y lit que saint Bernard est mort en 1086 (« anno millesimo octuagesimo sexto »). Une seconde année est également retenue pour la mort de Bernard: 1081. Elle est obtenue en reconstruisant l'itinéraire de l'empereur Henri IV, d'après les actes rédigés de son vivant. Si les éléments chronologiques du panégyrique sont exacts, saint Bernard l'y aurait vu entre le 15 et le 26 avril 1081 et serait mort un peu plus de six semaines plus tard à Novare.

### Sa naissance et sa jeunesse
Désireux de faire la vérité sur saint Bernard, les chanoines de la cathédrale de Novare ont mandaté en 1963 le docteur Judica Cordiglia, de l'institut de médecine légale de l'université de Milan, pour examiner les ossements dits de saint Bernard, en leur possession. Ils étaient et sont toujours répartis en trois reliquaires, un pour son crâne, les deux autres pour les restes du squelette encore en leur possession. Le rapport d'expertise affirme qu'il s'agit d'ossements de l'espèce humaine, provenant d'un même individu de sexe masculin qui devait mesurer environ 1 mètre 73. Il est mort vers l'âge de 60 ans et porte les signes caractéristiques d'une personne qui souffrait de rhumatismes.
En s'appuyant sur cette analyse et sur l'année du décès (1081 ou 1086), saint Bernard est donc né vers les années 1020. Sa jeunesse vertueuse qui le conduit à la vie ecclésiastique est brièvement décrite au début du panégyrique. Le fait qu'il soit resté diacre et pas ordonné prêtre a également été prouvé, en analysant les textes liturgiques anciens, à la date du 15 juin mentionnant saint Bernard.

### Sa noble origine
Lors du couronnement impérial de Conrad le Salique, à Rome, le 26 mars 1027, les souverains européens s'engagent à sécuriser le chemin vers Rome, à la suite de la demande du roi Canut, connu sous les noms de Knut II de Danemark ou Knut Ier d'Angleterre, qui les informe des dangers que doivent affronter ses sujets. Pour le Mont-Joux, l'actuel Col du Grand-Saint-Bernard, c'est à la reine de Bourgogne Ermengarde d'agir, parce qu'elle est propriétaire du monastère Saint-Pierre de Mont-Joux, situé à Bourg-Saint-Pierre. Ce monastère, dont la mission consiste à aider les passants à franchir le col, est en ruine depuis les invasions de Sarrasins du milieu de la seconde moitié du Xe siècle. La sécurisation du Mont-Joux va prendre du temps. La mort sans postérité de Rodolphe III de Bourgogne, en 1032, va provoquer l'annexion du royaume de Bourgogne au Saint-Empire, et la reine Ermengarde voit son royaume tomber dans une guerre de succession. La paix étant rétablie assez rapidement, il faut cependant attendre jusque le milieu du XIe siècle pour que les passages d'armées cessent au Mont-Joux.
Conformément aux coutumes du temps, la reine Ermengarde confie les postes clefs tant politiques que religieux à des membres de sa parenté, étant elle-même descendante du roi de Provence Louis III l'Aveugle. Sa généalogie est explicite sur ce point. Ainsi Bernard est avec  une haute probabilité membre de la famille de la reine de Bourgogne pour être à la fois l'archidiacre d'Aoste et l'homme qui fonde l'Hospice du Grand-Saint-Bernard, dont le monastère saint Pierre est la première filiale.

### La fondation des deux hospices portant son nom
Le panégyrique de Novare, ne mentionne pas la fondation de l'hospice du Grand-Saint-Bernard, mais il laisse une porte ouverte en annonçant qu'un parent du nouveau saint va en écrire la vie. C'est justement dans ces non-dits que s'est engouffrée la «Richardine». Aussi, celui qui va le plus loin dans la réfutation de tout ce qui n'est pas dans le panégyrique, M Christopher Lucken va jusqu'à nier la fondation de l'hospice du Grand-Saint-Bernard par ce Bernard, étant par là le premier contestataire de ce fait unanimement admis jusqu'en 2003. Qu'en est-il ? Les conditions politiques pour la fondation de l'hospice sont réunies depuis 1045. Ce que nous savons, c'est qu'un hospice est mentionné au sommet du Mont-Joux en 1100, année où Humbert de Savoie en augmente les ressources. En 1125 cette église est placée sous le patronage de saint Nicolas de Myre. En prenant uniquement les documents liturgiques, il nous faut aller jusqu'au XIIIe siècle pour trouver les premières mentions de saint Bernard comme fondateur de l'hospice, c'est l'argument de M Lucken. Par contre, en examinant les donations des passants, le délai entre sa canonisation et sa mention comme protecteur de l'hospice est bien plus bref. Déjà en 1149, une comtesse des Pouilles donne l'église sainte Marie de Castiglione à l'église saint Bernard qui est au Mont-Joux («Ecclesie namque Sancti Bernardi que in monte iovis sita est»). L'itinéraire de voyage du moine Nicolas, du Nord de l'Islande, entre 1154 et 1160, mentionne le nom populaire de l'hospice, le «Biarnards spitala». Depuis 1158 le nom de Bernard est associé à celui de Nicolas comme patrons de l'église de l'hospice, de manière stable. Notons que Bernard ne peut pas donner son nom à l'hospice qu'il fonde. Il le place sous le patronage de saint Nicolas. Les habitants de la région gardent les noms anciens, le Mont-Joux reste en vigueur jusqu'au XVIIIe siècle ! Ce sont les étrangers qui l'appellent le Grand-Saint-Bernard. Il en est de même avec le nom de l'hospice. Ce sont les passants, ici ceux du Sud de l'Italie et du nord de l'Islande qui vont en premier dire que c'est un Bernard qui l'a fondé. Notons que pour l'hospice du Petit-Saint-Bernard, la même logique s'applique. Le pape Eugène III, confirmant ses propriétés en 1145, mentionne explicitement l'hospice de saint Bernard, 22 ans après sa canonisation.

## Iconographie et appellations courantes

### Les trois premières représentations

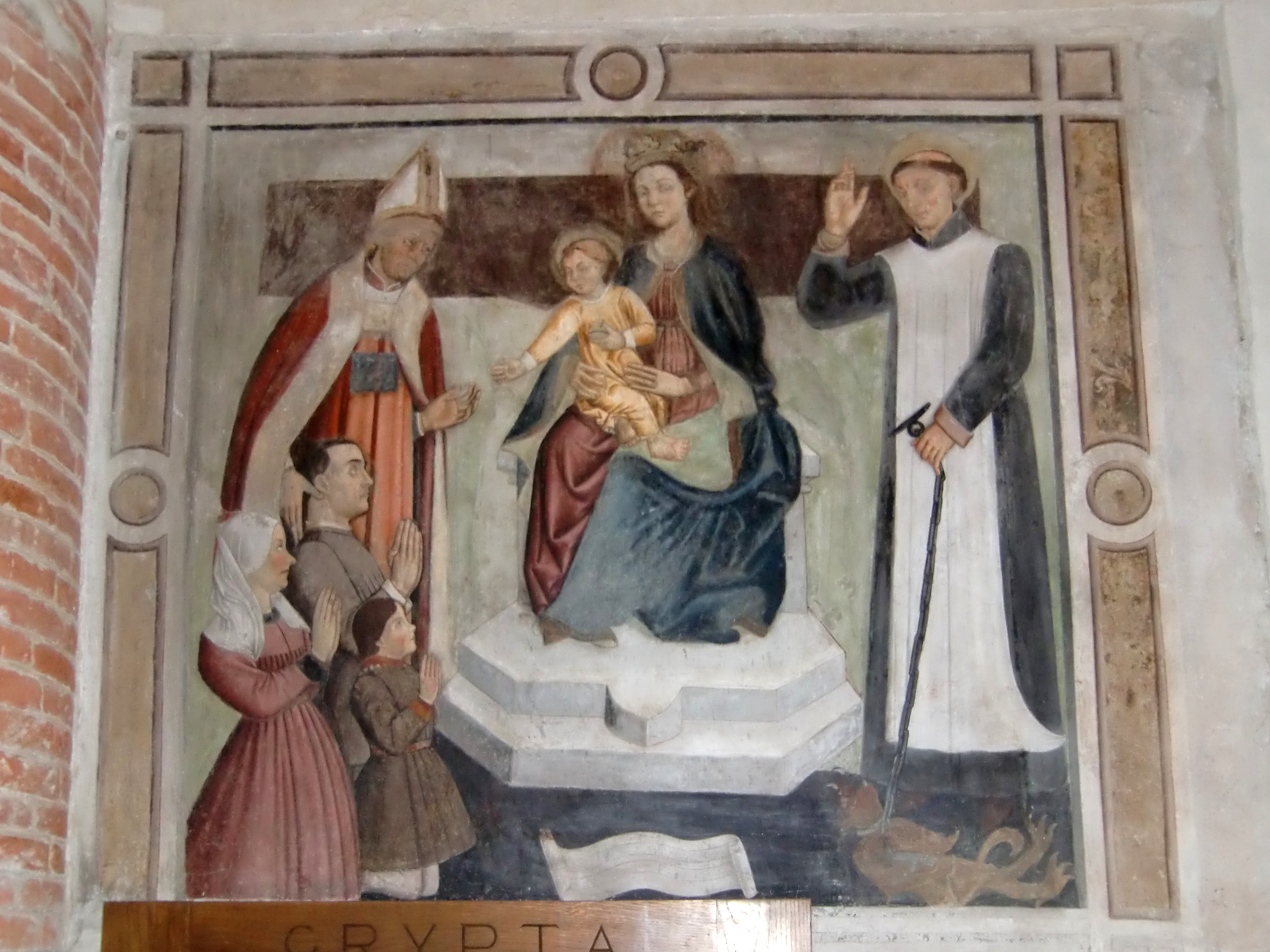
Saint Bernard, sur cette fresque de la cathédrale d'Ivrée (XVe siècle), porte l'habit ordinaire des chanoines du Grand-Saint-Bernard de cette époque - la soutane noire et le rochet blanc dont le fond est lié sur la gauche - et tient le diable enchaîné.

La première représentation connue de saint Bernard remonte aux années 1200 à 1230. C'est son buste reliquaire de style roman, conservé à l'hospice du Grand-Saint-Bernard. Bernard présente de ses deux mains l'évangéliaire. Il porte les habits liturgiques du diacre durant la messe, c'est-à-dire qu'il a enfilé son aube blanche, serrée aux poignets, puis, au-dessus de l'étole diaconale non visible sur le reliquaire, il a passé la dalmatique, qui se reconnaît à ses manches larges arrivant entre les poignets et les coudes.
Une deuxième iconographie présente le saint en habit de chœur de chanoine, c'est-à-dire avec la soutane, le rochet et l'aumusse en peaux d'écureuils, prêt à chanter les psaumes. Une fresque du château de Fénis, datée du XIVe siècle, présente le saint dans cette tenue, assailli par des gens qui lui présentent leurs requêtes, sous forme de rouleaux, et leurs offrandes. Les stalles de la cathédrale d'Aoste, à la place de l'archidiacre, présentent une iconographie comparable, datant du début du XVe siècle. Saint Bernard y est présenté debout, en tenue identique. Il tient de sa main gauche le bourdon, indiquant son rang d'archidiacre, et de sa main droite le livre des évangiles.
Dans sa troisième iconographie, dont les plus anciennes représentations semblent remonter au XVe siècle, saint Bernard est en habit ordinaire, qui est l'habit religieux des chanoines du Grand-Saint-Bernard de la fin du Moyen Âge. Il s'agit d'une soutane noire recouverte par un rochet blanc, dont les manches ont été coupées, mais qui descend presque jusqu'à ses mollets, dont le fond est lié sur le côté gauche. Cet habit ressemble à celui des moines cisterciens, mais en inversant les couleurs. Depuis 1487, les chanoines du Grand-Saint-Bernard peuvent porter, au-dessus de leur soutane, un rochet réduit à quatre doigts de largeur, passé en sautoir autour du cou, et qui est attaché à gauche, à mi-cuisse. Saint Bernard, dans cette iconographie est présenté en prédicateur, également avec le démon enchaîné à son étole, ce qui montre une influence de la «Richardine».

### L'iconographie dominante

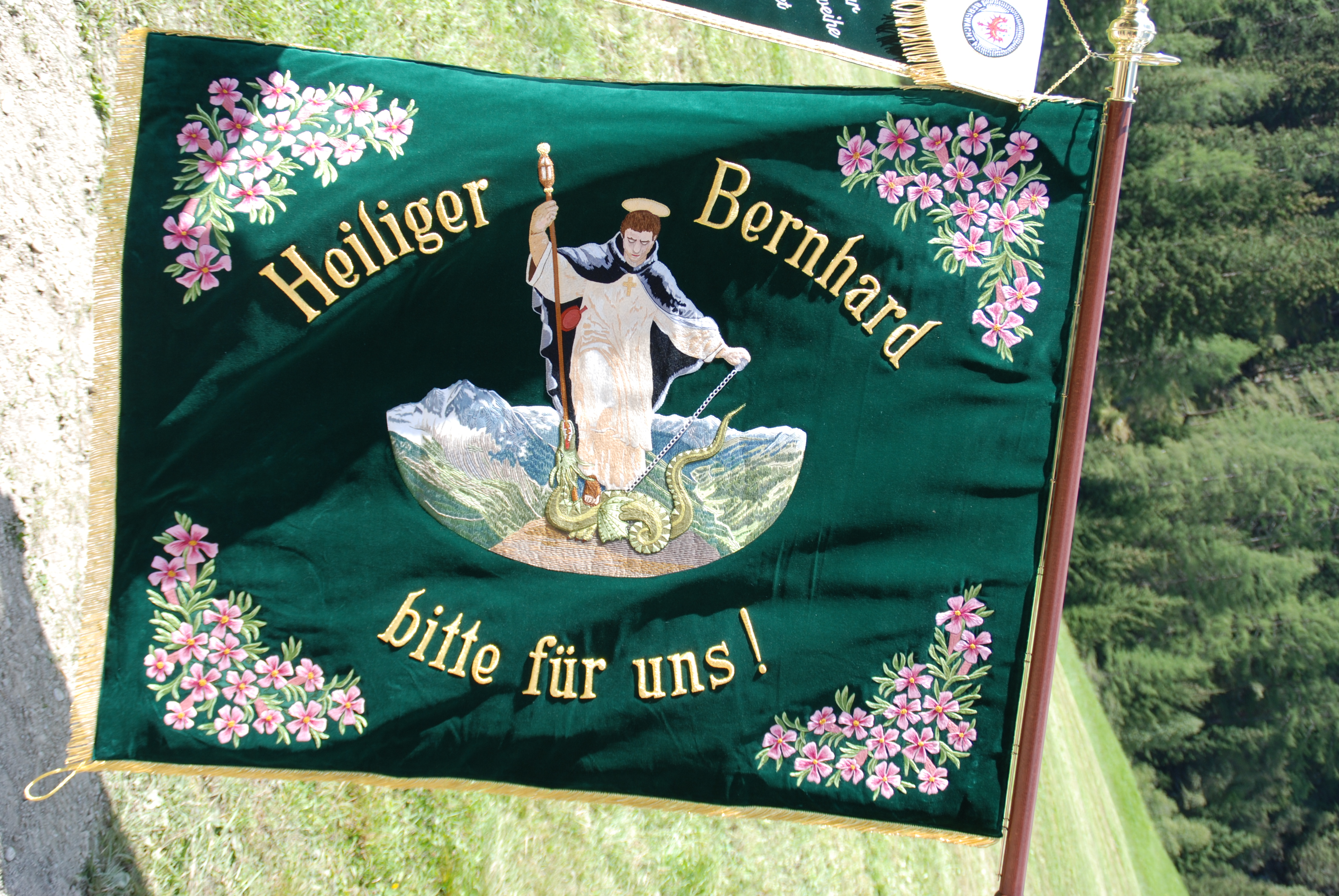
Étendard dédié à saint Bernard, selon son iconographie dominante, avec la légende en allemand «Saint Bernard prie pour nous !», le tout brodé sur étoffe (fin XXe siècle).

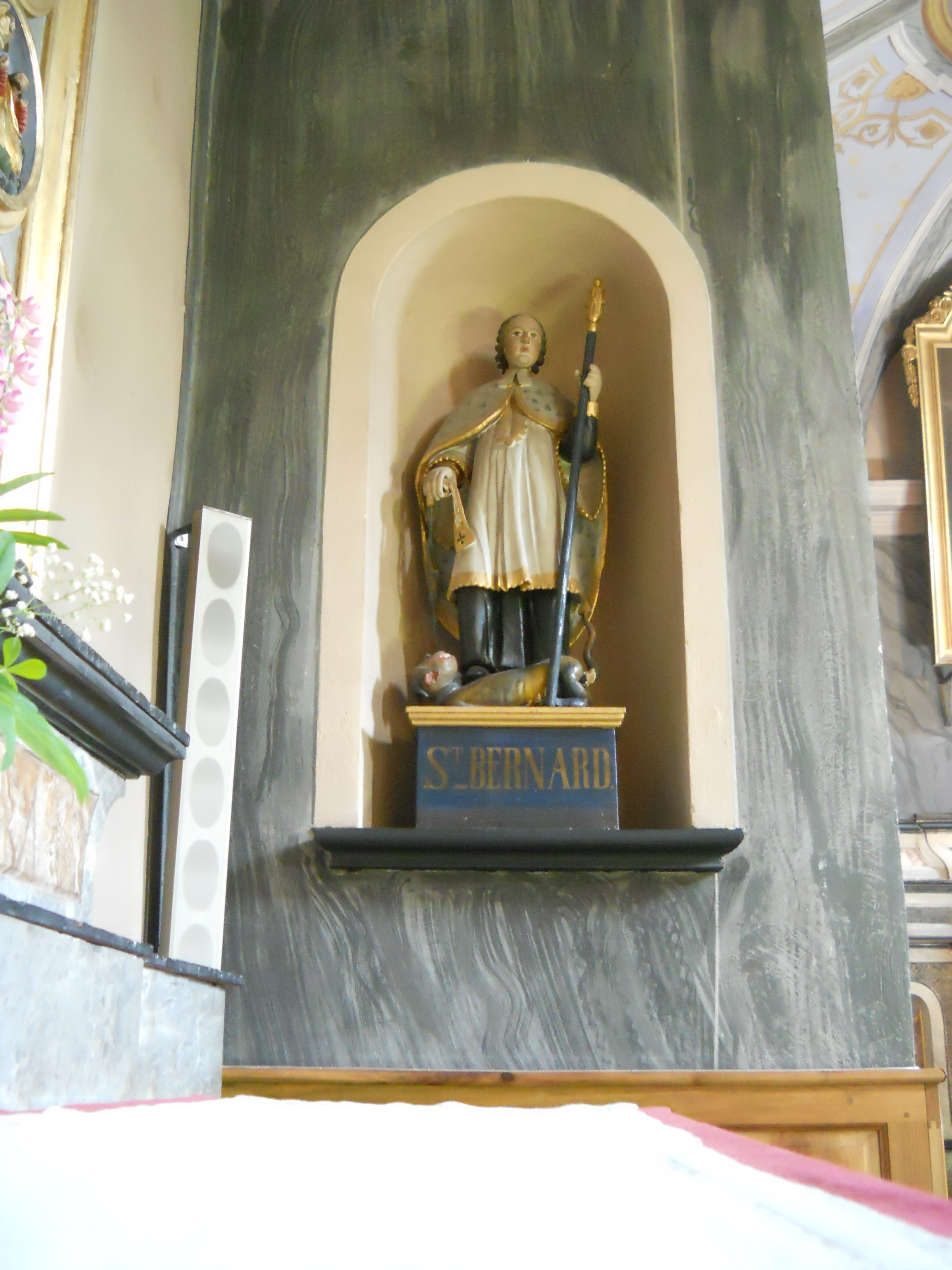
La statue de saint Bernard de l'église paroissiale de Rhêmes-Notre-Dame, en Vallée d'Aoste est typique de son iconographie dominante.

L’iconographie dominante de saint Bernard est liée à la diffusion de la «Richardine». Le saint est présenté debout, en soutane noire, rochet blanc et aumusse en peaux d’écureuil. Il tient en main le bâton d’archidiacre, appelé le bourdon, ainsi que l’étole qui se transforme en chaîne pour mâter le démon, soumis, à ses pieds. Il existe des variantes à cette iconographie classique, principalement sur des tableaux. Les éléments ajoutés peuvent être des fragments du temple ou de la statue de Jupiter qui existaient autrefois au sommet du Mont-Joux. C'était d'ailleurs le temple dédié à Jupiter le plus haut de l'Empire romain. Un ajout plus fréquent, ce sont deux colonnes, situées en arrière-plan, de part et d'autre du saint. Elles symbolisent les cols du Mont-Joux et de Colonne-Joux avec, parfois, les hospices construits par saint Bernard à ces emplacements.
Le démon soumis donne lieu à une double lecture : dans un premier temps, il représente les forces hostiles de montagne (froid, neige, tempêtes, risque d'égarement et d'épuisement...et aussi les brigands et autres détrousseurs) auxquels sont exposés ceux qui franchissent les cols, et que combat la charité des hospices ; au-delà, il symbolise la victoire du christianisme sur les résidus du paganisme (remportée par Bernard dans les Alpes, et par l’Église catholique plus largement)

### Saint Bernard et ses chiens

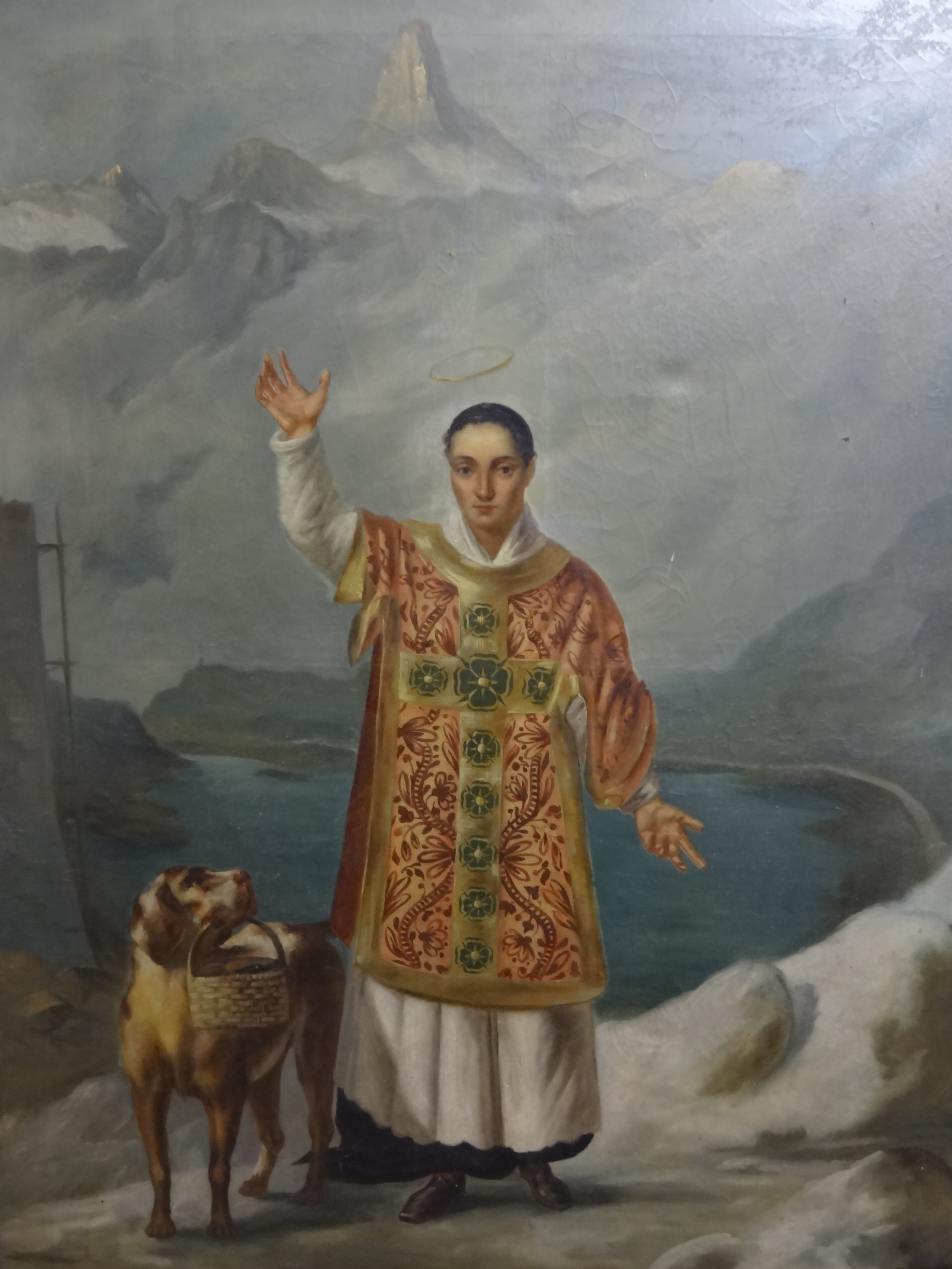
Saint Bernard de Menthon en dalmatique avec un chien homonyme, huile sur toile, 1832.

Notons une nouveauté iconographique remontant au XIXe siècle. Au lieu d'accompagner saint Bernard du démon, enchaîné et vaincu à ses pieds, comme il était coutume de le faire depuis le XVe siècle, le démon est parfois enlevé et remplacé par un chien saint-Bernard.
La signification du chien est à l'opposé de celle du dragon. Ce ne sont plus les dangers de la montagne qui sont évoqués, avec l'iconographie monstrueuse des lieux désolés de haute altitude. Cette fois, c'est l’œuvre hospitalière avec les sauvetages qui sont évoqués. Nous sommes dans le registre de l'exaltation de la charité où l'homme trouve un collaborateur animal au flair légendaire. Cette iconographie suit l'esprit romantique qui change les mentalités face à la montagne. D'endroit mortel redouté, elle devient un endroit mythique, préservé de la civilisation, qui verra bientôt l'affluence des touristes.

### Des représentations mêlées
Les différentes manières de représenter saint Bernard vont progressivement se mêler. Il est parfois représenté avec la dalmatique et le diable enchaîné. Depuis 1674, années où les chanoines de l'hospice abandonnent l'aumusse en fourrure d'écureuils au profit du camail en feutrine de couleur rosacée, le saint est parfois représenté en camail. Il faut également signaler que la réputation de saint Bernard de Clairvaux a surpassé celle de son homonyme, provoquant ainsi des mélanges iconographiques entre eux, au fur et à mesure de l'éloignement géographique de la région comprise entre Novare, le Grand-Saint-Bernard et la Savoie.

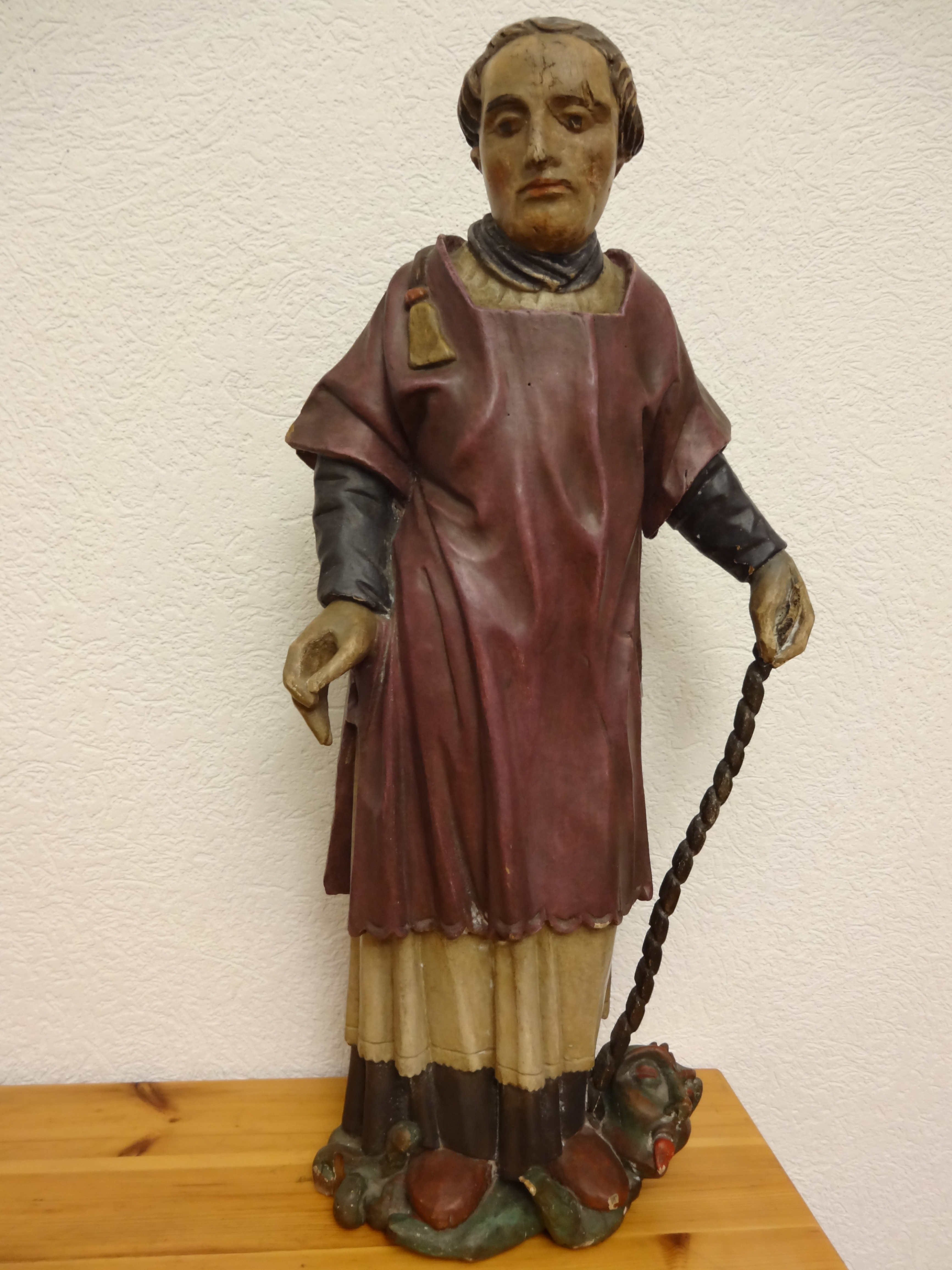
Cette statue de saint Bernard, non datée, reprend sa première iconographie, soit le saint en dalmatique (l'habit du diacre pendant la messe), mais remplace le livre des évangiles par le démon enchaîné.
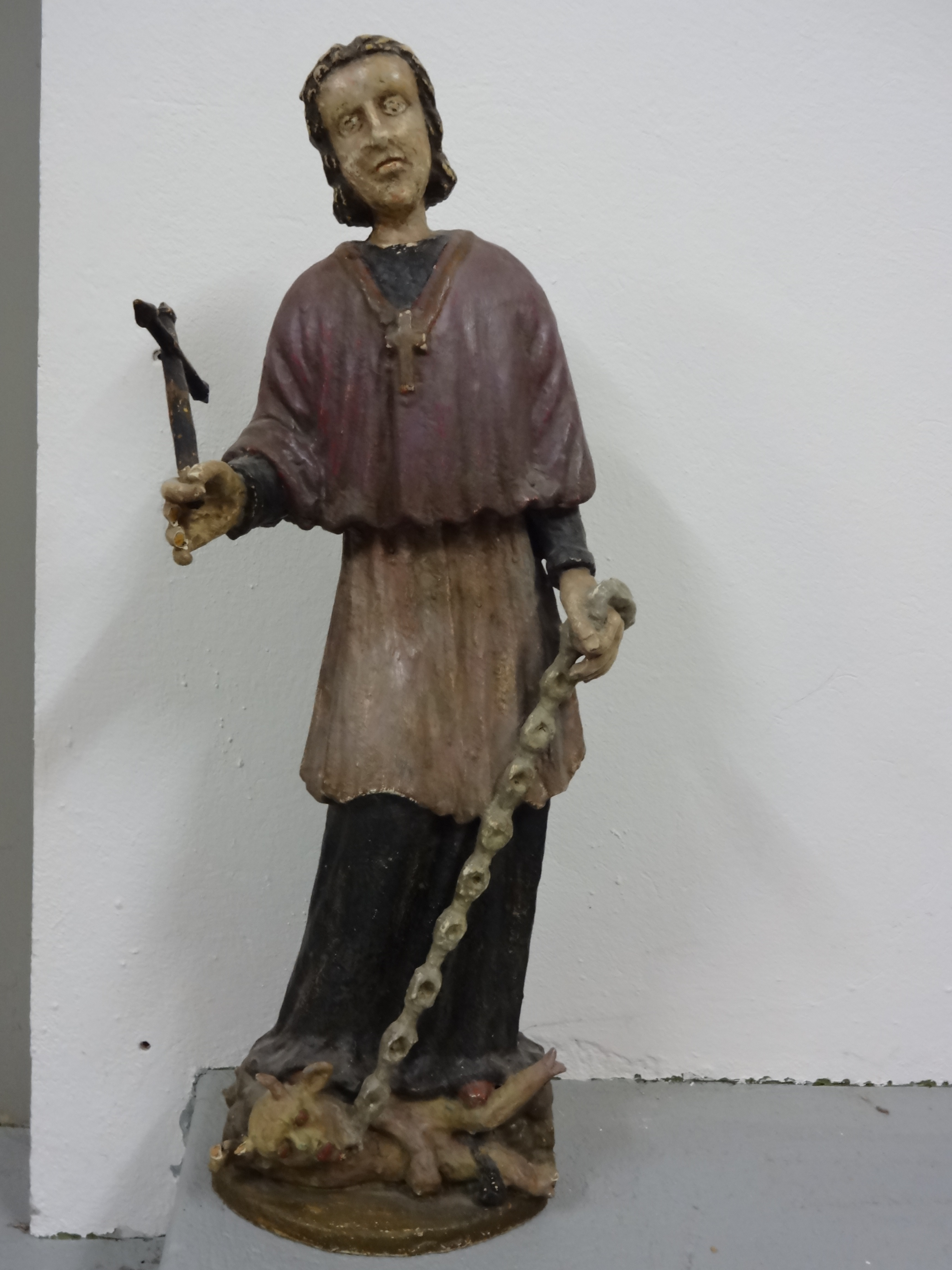
Cette statue polychrome non datée, inspirée le l'iconographie dominante du saint remplace l'aumusse par le camail, obtenu par les chanoines en 1674.
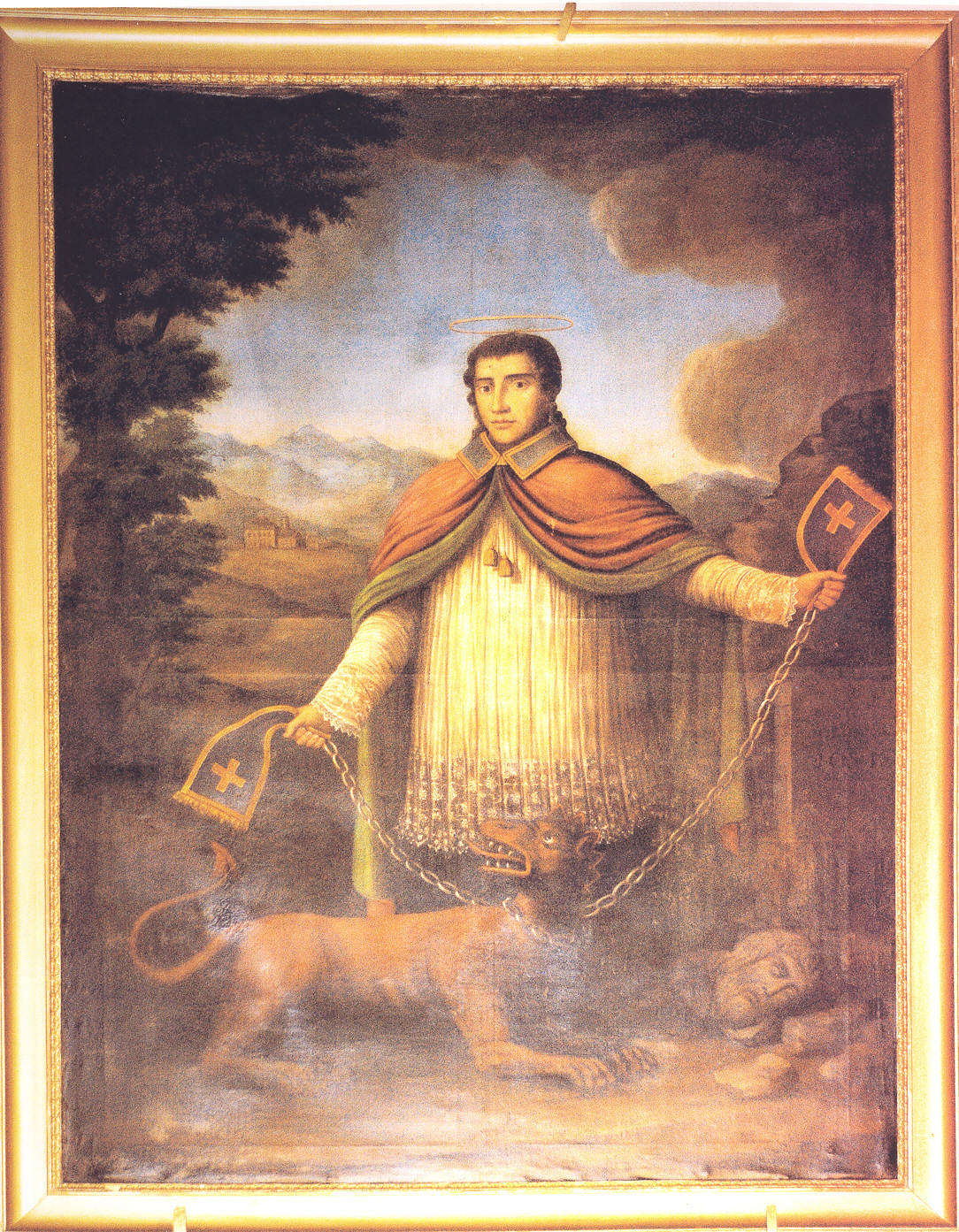
Le saint Bernard, peint sur toile de l'église de Meillerie (début du XVIIIe siècle) ajoute des fragments du temple et la tête de la statue de Jupiter et y retranche le bourdon. De plus il n'est plus vêtu de l'aumusse, mais d'une cape rouge, doublée d'étoffe bleuâtre.
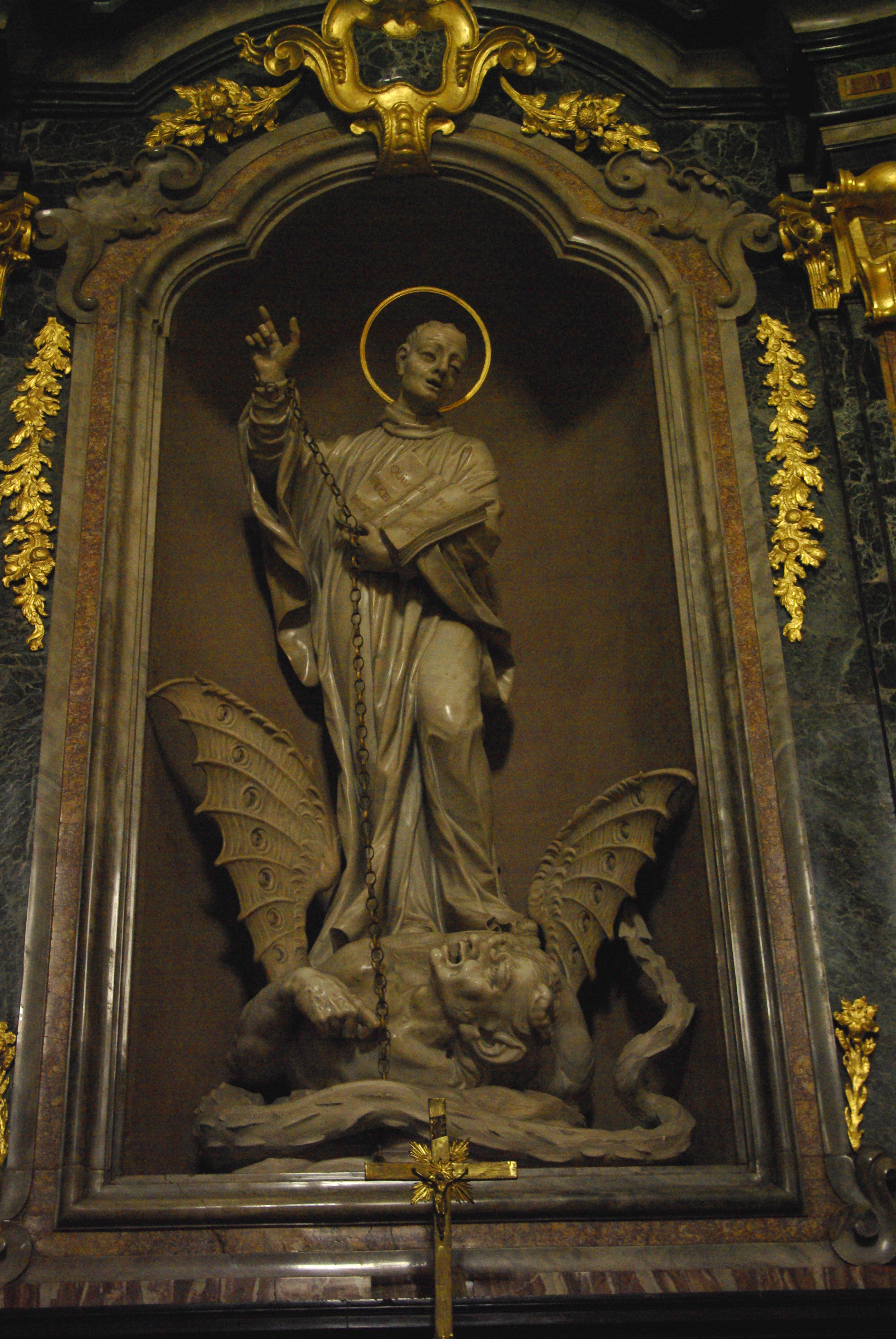
La statue de saint Bernard de l'église de Canzo, en Lombardie, réalisée en 1777 par Elia Vincenzo Buzzi, reprend le diable enchaîné de saint Bernard de Menthon et l'attribue à son homonyme, saint Bernard de Clairvaux.
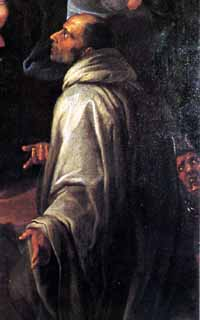
Ce saint Bernard, peint par Giovanni Battista Discepoli (1590-1660), reprend la coule monastique de Bernard de Clairvaux, avec le diable de Bernard de Menthon.
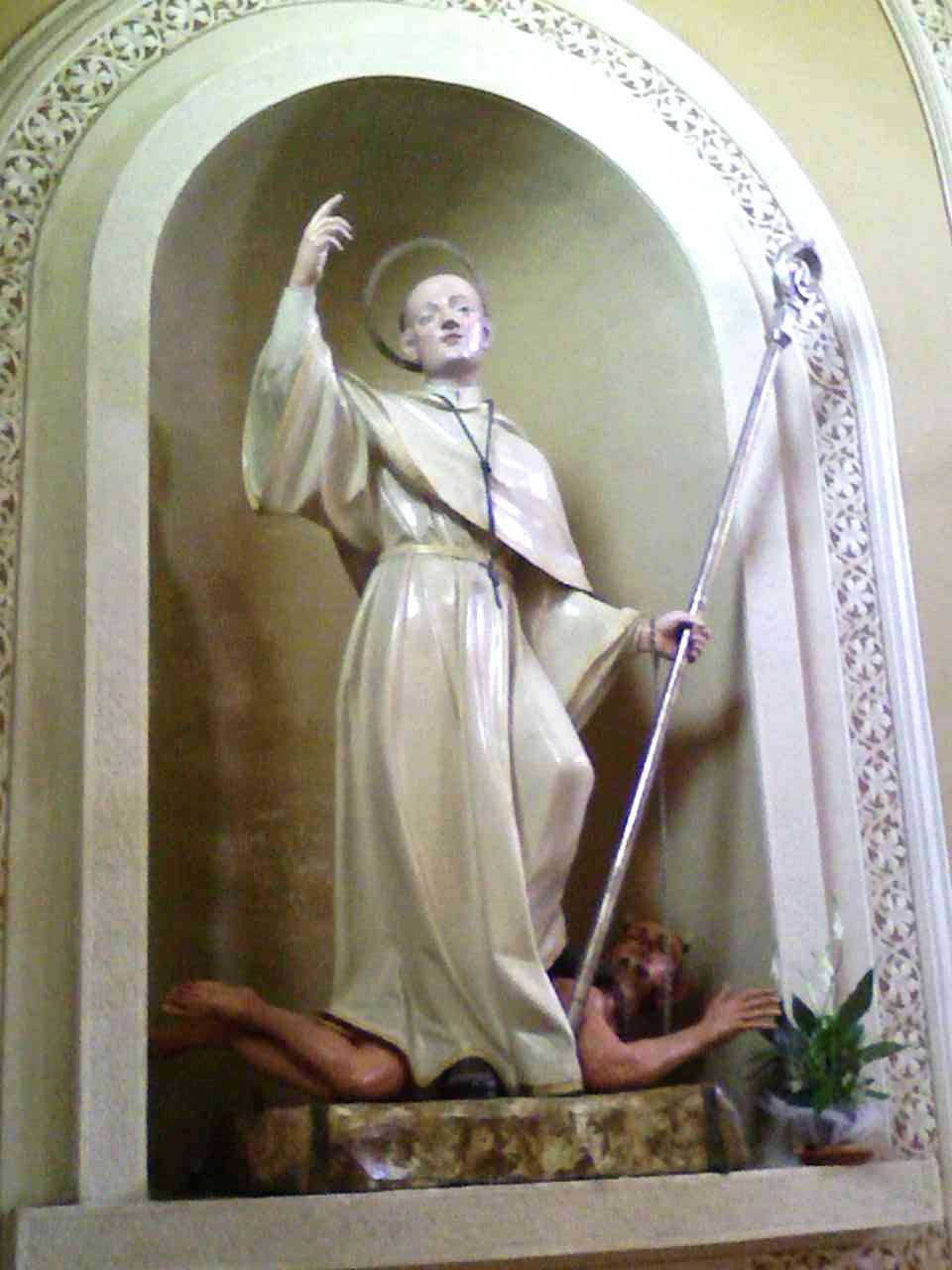
La statue de saint Bernard (1770), de l'église de Stella (Savone), mélange l'habillement et la crosse de Bernard de Clairvaux avec la chaine et le démon écrasé de Bernard de Menthon.

### Les appellations courantes
Bernard, le saint fondateur des hospices du Grand et du Petit-Saint-Bernard, est connu et vénéré sous le nom de Bernard de Menthon, nom diffusé par la légende du saint, remontant à la fin du XIVe ou au début du XVe siècle. Il est également connu sous le nom de Bernard d'Aoste, ville dans laquelle il exerçait la fonction d'archidiacre. L'appellation saint Bernard de Mont-Joux (ou Montjou) est attestée depuis le XIIIe siècle, pour le relier à la fondation de l'hospice du Grand-Saint-Bernard. Depuis le début du XIXe siècle, l'appellation Bernard des Alpes est également en circulation, pour signifier qu'il est le patron des habitants et des voyageurs des Alpes. Lors de la restructuration des paroisses du diocèse d'Annecy, en 2004, l'ensemble des paroisses de la région de Chamonix s'est placée sous son patronage, sous l'appellation de saint Bernard du Mont Blanc afin de magnifier les lieux de son action, rayonnant autour du Mont-Blanc.

## Hommages
La rue Saint-Bernard de Menthon est une rue du centre-ville d'Aoste côtoyant la cathédrale Notre-Dame, appelée autrefois rue Dessous des Prêtres.